# CPPO
Bis-[2,4,5-tricloro-6-(pentyloxicarbonil)fenil]oxalato (también conocido como bis(2,4,5-tricloro-6-carbopentoxifenil) oxalato o CPPO) es un éster sólido cuyos productos de oxidación son causantes de la quimioluminiscencia en un palo luminiscente. Puede ser sintetizado reaccionando 2-carbopentoxi-3,5,6-triclorofenol con cloruro de oxalilo. (Nota: Este artículo originalmente se llamaba Bis(2,4,5-triclorofenil-6-carbopentoxifenil)oxalato, pero el cuadro posteriormente añadido y la fórmula tiene sólo dos grupos fenil. Desde ninguna referencia está dada,  no está claro qué compuesto es realmente utilizado en palos luminiscentes.)
Cuando se mezcla con peróxido de hidrógeno en un solvente orgánico (dietilftalato, acetato de etilo, etc.), en la presencia de un tinte fluorescente, CPPO causa la emisión de luz, cuando por el esquema siguiente que implica 1,2-dioxetanedione (nota que mucho lado-grupos de los anillos aromáticos no son mostrados.):
La velocidad de la reacción es dependiente del pH, y condiciones alcalinas débiles conseguidas añadiendo una base débil, p. ej. salicilato de sodio, producirá luz más brillante.  Desarrollado por American Cyanamid en los sesenta, la formulación contiene CPPO y una cápsula de vidrio que contiene peróxido de hidrógeno y un catalizador base, todo en un solvente de dialquilftalato, era vendido como Cyalume.
Los colores siguientes pueden ser producidos por utilizar tintes diferentes:
	9,10-Difenilantraceno
| Color          | Compuesto                                                                        |
| -------------- | -------------------------------------------------------------------------------- |
| Azul           |                                                                                  |
| Verde          | 9,10-Bis(feniletinil)antraceno                                                   |
| Amarillo-verde | Tetraceno                                                                        |
| Amarillo       | 1-Cloro-9,10-bis(feniletinil)antraceno                                           |
| Naranja        | 5,12-Bis(feniletinil)naftaceno, Rubreno, Rodamina 6G                             |
| Rojo           | 2,4-Ditertbutilfenil 1,4,5,8-tetracarboxinaftaleno diamida, Rodamina, Rodamina B |

- Datos: Q15410297